# Commonwealth Scientific and Industrial Research Organisation
Commonwealth Scientific and Industrial Research Organisation (CSIRO) je nacionalno državno tijelo za znanstveno istraživanje u Australiji. Osnovano je 1926. pod imenom Advisory Council for Science and Industry (hrv. savjetno vijeće za znanost i industriju). Zapošljava preko 6.600 radnika koji su raspršeni na 50 raznih lokacija u Australiji. CSIRO također ima biološke laboratorije u Francuskoj i Meksiku. 

## Vanjske poveznice
- Stranice CSIRO-a